# Nipponosynuchus
Nipponosynuchus is een geslacht van kevers uit de familie van de loopkevers (Carabidae). De wetenschappelijke naam van het geslacht is voor het eerst geldig gepubliceerd in 1998 door Morita.

## Soorten
Het geslacht Nipponosynuchus is monotypisch en omvat slechts de volgende soort:
- Nipponosynuchus abnormalis Morita, 1998